# Suzuki SX4 WRC
Suzuki SX4 WRC é a versão do carro Suzuki SX4 desenvolvido para competir no Campeonato Mundial de Rali (WRC). Desenvolvido pela Suzuki World Rally Team (conhecida também como "Suzuki WRC Challenge"), o carro estreou no Rali da Córsega de 2007, como desenvolvimento para o modelo que disputaria a temporada seguinte.

## História

### Desenvolvimento
Os testes do carro começaram no Japão em fevereiro de 2007, em março passaram a ser realizados na Europa. Testes em cascalho foram feitos no sul da França em abril.
A estreia do carro se deu no Rali da Córsega de 2007, pilotado por Nicolas Bernardi com Jean-Marc Fortin ao seu lado, a dupla conseguiu tempos nos estágios entre os 15 melhores.
No final do ano ainda participaram do Rali da Grã-Bretanha com o piloto Sebastian Lindholm e o co-piloto Tomi Tuominen.

### Temporada 2008
Os pilotos da primeira temporada da equipe foram anunciados no dia 17 de dezembro de 2007, Toni Gardemeister e Per-Gunnar Andersson.

## Galeria

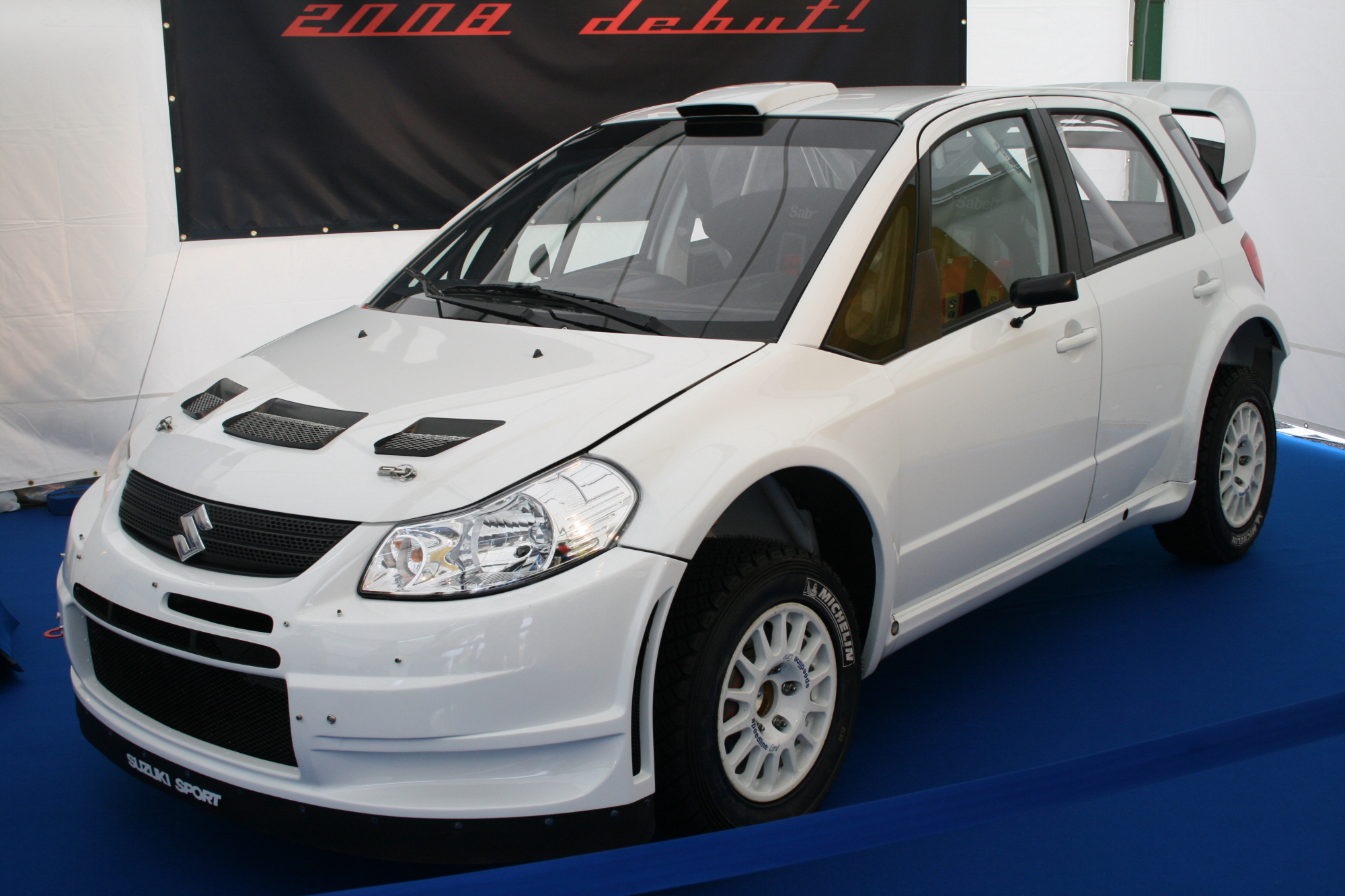
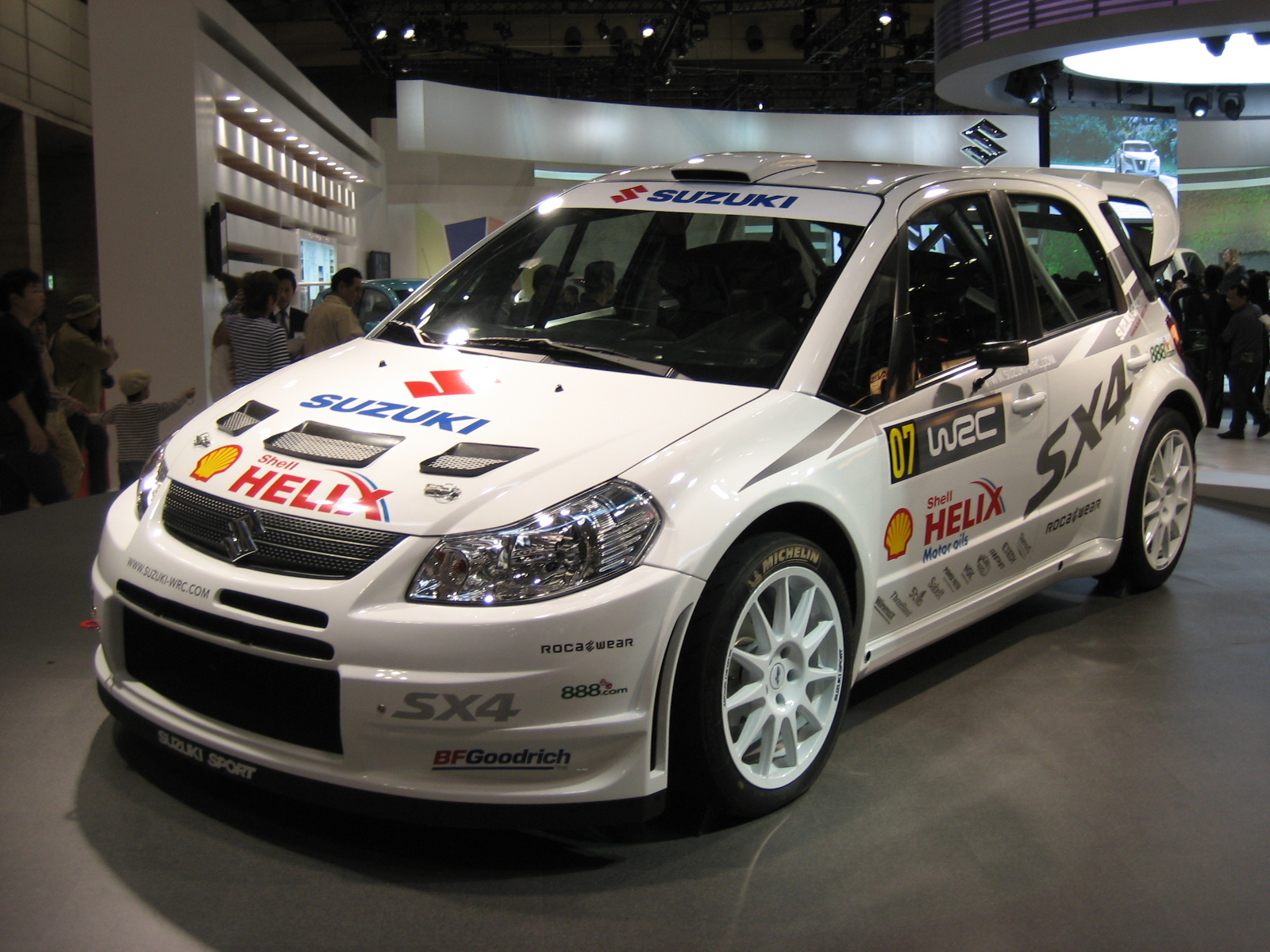
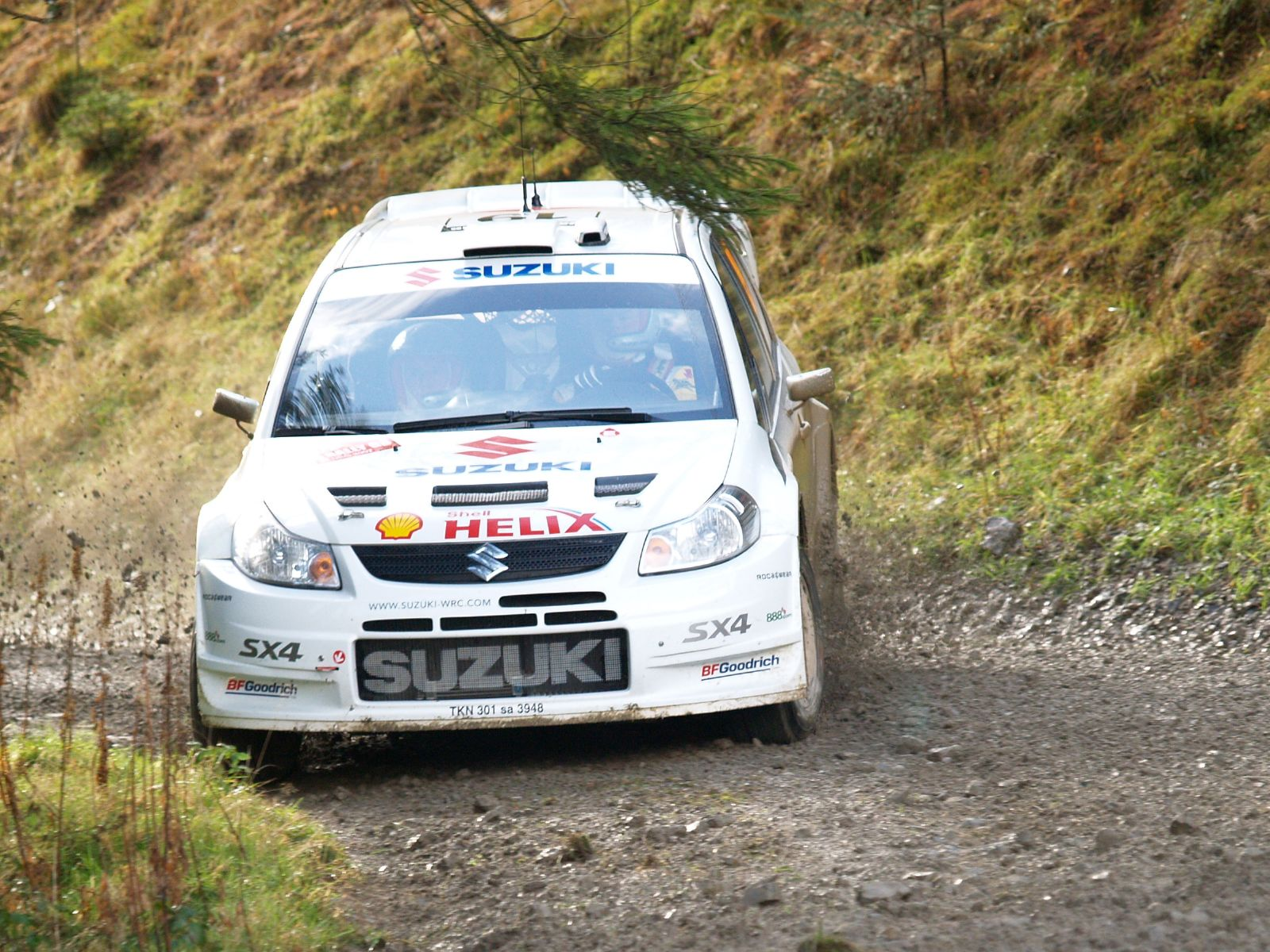